# St. Dorothea (Radków)

St. Dorothea in Radków

St. Dorothea (polnisch kościół św. Doroty) ist die römisch-katholische Pfarrkirche von Radków (deutsch: Wünschelburg) im Powiat Kłodzki der Woiwodschaft Niederschlesien in Polen. 

## Geschichte
Um 1550 setzte sich auch in Wünschelburg die Reformation durch und die Bürgerschaft errichtete an der Stelle des Klosters 1571–1580 ein evangelisches Gotteshaus. Im Zuge der Gegenreformation wurde die Kirche 1624 an die Katholiken übergeben und zu Ehren der heiligen Dorothea geweiht.
Weil der Glockenturm zu Anfang des 18. Jahrhunderts einsturzgefährdet war, wurde 1727 beschlossen, ihn abzutragen und ganz neu zu erbauen. Turm und Kirche fielen aber 1738 dem großen Stadtbrand zum Opfer. Die Kirche wurde bis 1740 im Barockstil wiederaufgebaut, der Turm aber nur mit einem Notdach versehen. Noch 1765 stand nur das Gemäuer des Turms ohne alle Verzierung, erst später erhielt der Turm eine Kuppel.

## Bauwerk
Das Kirchenschiff ist geostet und trägt im Westen einen Dachreiter mit Glocke. An der Nordseite zur Stadt hin ist eine steinerne Vorhalle angebaut. An der Südseite befindet sich ein zweiter Eingang. Im Inneren ist das Gewölbe von vier Pfeilern gestützt. Das Schiff hat eine Hallenform mit Emporen und Seitenkapellen. Den Chor überspannt ein Gewölbe mit Lünetten. 

## Ausstattung
Die Kircheneinrichtung stammt größtenteils aus dem 18. Jahrhundert, wobei die beiden Seitenaltäre 1818 errichtet wurden. Die Wandmalereien sollen 1738–1740 vom Braunauer Maler Joseph Hausdorf geschaffen worden sein. In der südlichen Vorhalle steht eine Steinsäule mit der Jahreszahl 1488. Erhalten ist auch das gotische Taufbecken.
siehe auch: Radków#Sehenswürdigkeiten